# Détroit de Messine
Le détroit de Messine (italien : Stretto di Messina ; sicilien : Strittu di Missina) est un détroit situé en mer Ionienne qui sépare la péninsule italienne de l'île de Sicile (au niveau du cap Peloro). Il relie la mer Ionienne au sud à la mer Tyrrhénienne au nord. Sa plus petite largeur est de 3,3 km. Les courants y sont violents par endroits.

## Infrastructures

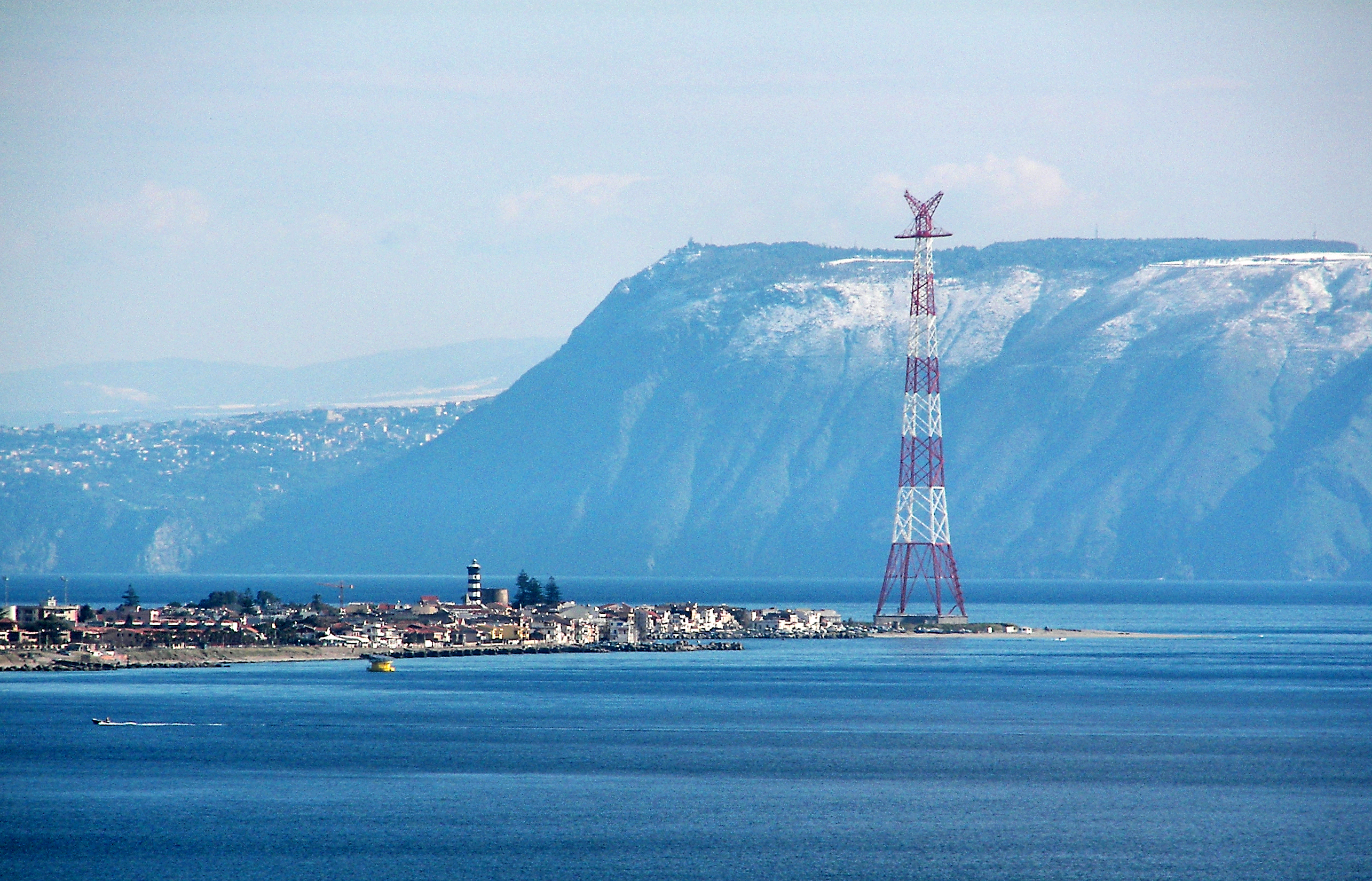
Pylône du Torre Faro, en Sicile, au nord du détroit.

Les trois principaux ports sur le détroit sont Messine en Sicile, Reggio de Calabre et Villa San Giovanni sur le continent.
Un projet de pont routier et ferroviaire existe, le pont de Messine, abandonné puis relancé et validé en 2024.
Une ligne électrique haute tension permettait de fournir la Sicile en électricité depuis le continent. Elle a été terminée en 1955. Aujourd'hui ne restent de cet ouvrage que deux pylônes dont celui de Torre Faro, en Sicile, qui a une hauteur de 232 mètres.

## Franchissement
Le détroit de Messine est l'exemple même du détroit formé par le territoire continental d'un État et une île appartenant à ce même État alors qu'il existe au large de celle-ci une route de haute mer de commodité comparable du point de vue de la navigation. Ce cas particulier de détroit entraîne l'application d'un régime particulier en droit de la mer : contrairement aux autres détroits, les navires n'y bénéficient pas d'un « droit de passage en transit sans entrave ».
Il existe un dispositif de séparation du trafic, le trafic traversier (ferry) est important.

## Histoire
L'une des premières apparitions du détroit remonte au chant XII de l'Odyssée d'Homère, où les auteurs antiques situaient la grotte de Scylla du côté calabrais, et le gouffre de Charybde du côté sicilien. Le nom antique du détroit était Siculum Fretum en  latin ; il aurait donné son nom à la Legio X Fretensis. Au Moyen Âge, le détroit s'appelait « Phare de Messine ». Cette dénomination, à l'origine purement géographique, prit une importance politique lors de la scission du royaume de Sicile à la suite des vêpres siciliennes de 1282. Les Siciliens insulaires ayant offert la couronne de Sicile à l'Aragon, les Angevins, souverains légitimes de Sicile, ne continuèrent à régner que sur la partie péninsulaire du royaume, ayant Naples pour nouvelle capitale. Le Phare de Messine devint alors la frontière entre les deux royaumes, en séparant la Sicile insulaire (l'île de Sicile proprement dite) de la Sicile péninsulaire (le royaume de Naples).
Les souverains de Naples continuèrent à revendiquer la Sicile insulaire, et, pour appuyer leur revendication, adoptèrent une titulature qui y faisait référence, en l'occurrence Regnum Siciliae citra Pharum « Royaume de Sicile en deçà du Phare », c'est-à-dire du détroit de Messine (par opposition à l'île de Sicile dite « au-delà du Phare »). Cette terminologie fut utilisée jusqu'au Congrès de Vienne en 1815, qui restaura les Bourbons sur le continent, réunifiant ainsi les deux royaumes pour former le royaume des Deux-Siciles.
Pendant la Seconde Guerre mondiale en août 1943, le détroit fut le théâtre d'une opération d'envergure, appelée opération Lehrgang. Menée par les forces de l'Axe, plus de 100 000 soldats italo-allemands, de nombreux véhicules et des milliers de tonnes de matériel de guerre furent évacués de Sicile vers la Calabre après le débarquement allié sur l'île.

## Sismologie
Le 28 décembre 1908, le détroit de Messine est l'épicentre d'un séisme faisant 95 000 morts.

## Biodiversité

### Vie marine
Le détroit de Messine est une région possédant une très forte biodiversité en raison de ses caractéristiques hydrologiques et géomorphologiques très particulières. Il est considéré comme un sanctuaire de biodiversité.

### Oiseaux
Le détroit de Messine est un site d'intérêt ornithologique européen, connu pour ses observations riches, avec plus de 315 espèces recensées dans la région. Au printemps, les visiteurs les plus fréquents sont la bondrée apivore et le busard des roseaux, suivis du milan noir, du faucon crécerelle et du busard cendré. Le faucon kobez, le faucon hobereau et diverses espèces de rapaces sont également fréquemment observés.
Il s'agit d'un axe de migration important pour les rapaces, les cigognes et d'autres espèces d'oiseaux en Europe. La région est également remarquable pour son grand nombre d'oiseaux erratiques, notamment le courlis à bec grêle, le traquet pie et le puffin fuligineux.

## Évocation
Messine est une chanson du chanteur Damien Saez tirée de son album Messina.
Le détroit de Messine est évoqué dans la chanson Une ode à la mort du groupe de punk rock français Justin(e).

## Images

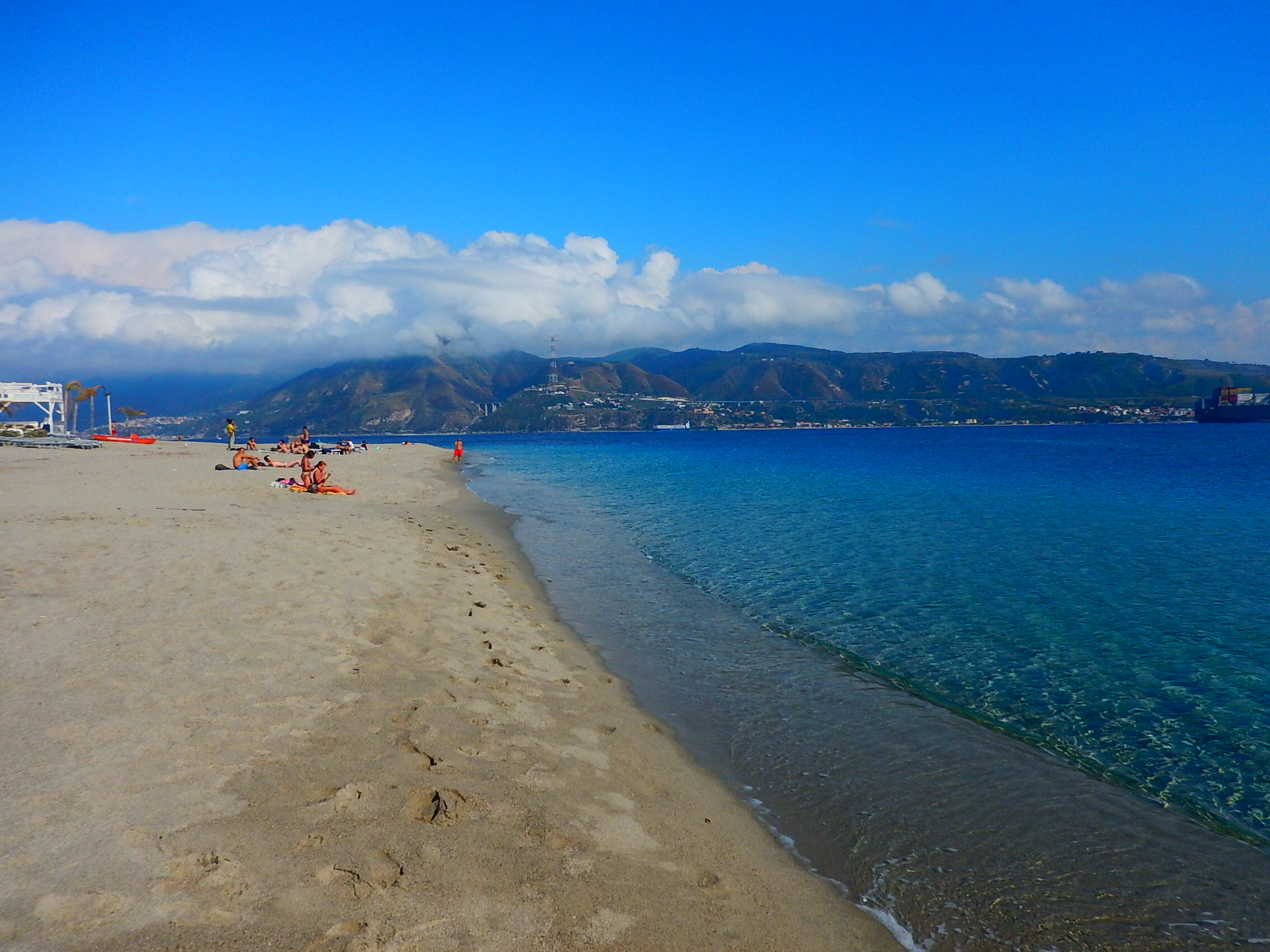
Vus du village de Torre Faro à Messine, les points les plus proches du détroit de Messine seraient  Scylla et Charybdis selon la mythologie.
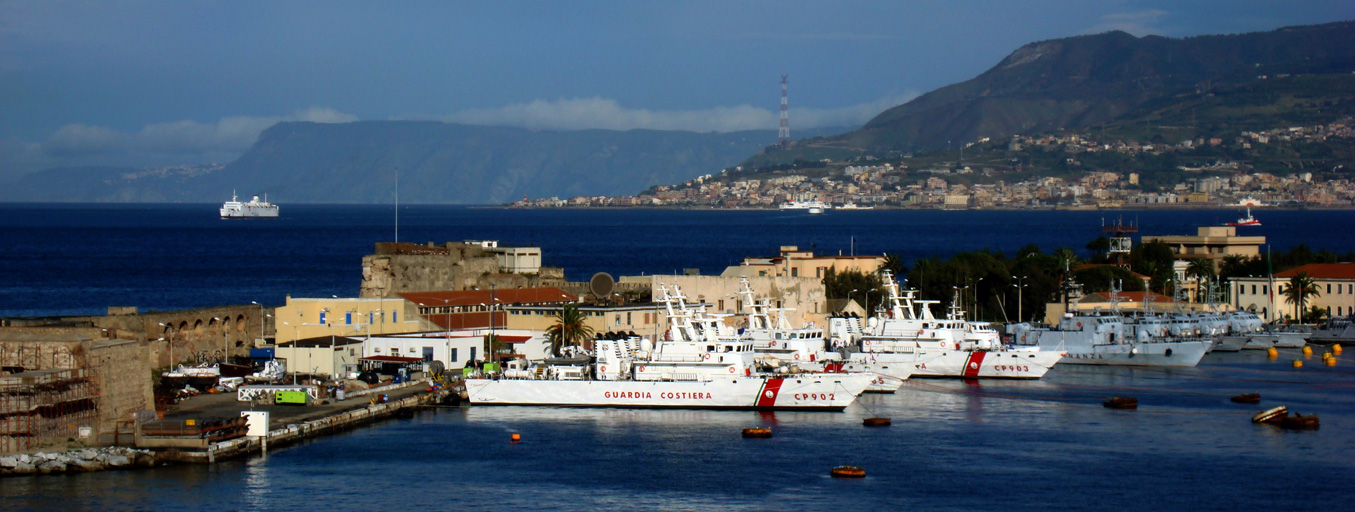
La Calabre vue de la Sicile.
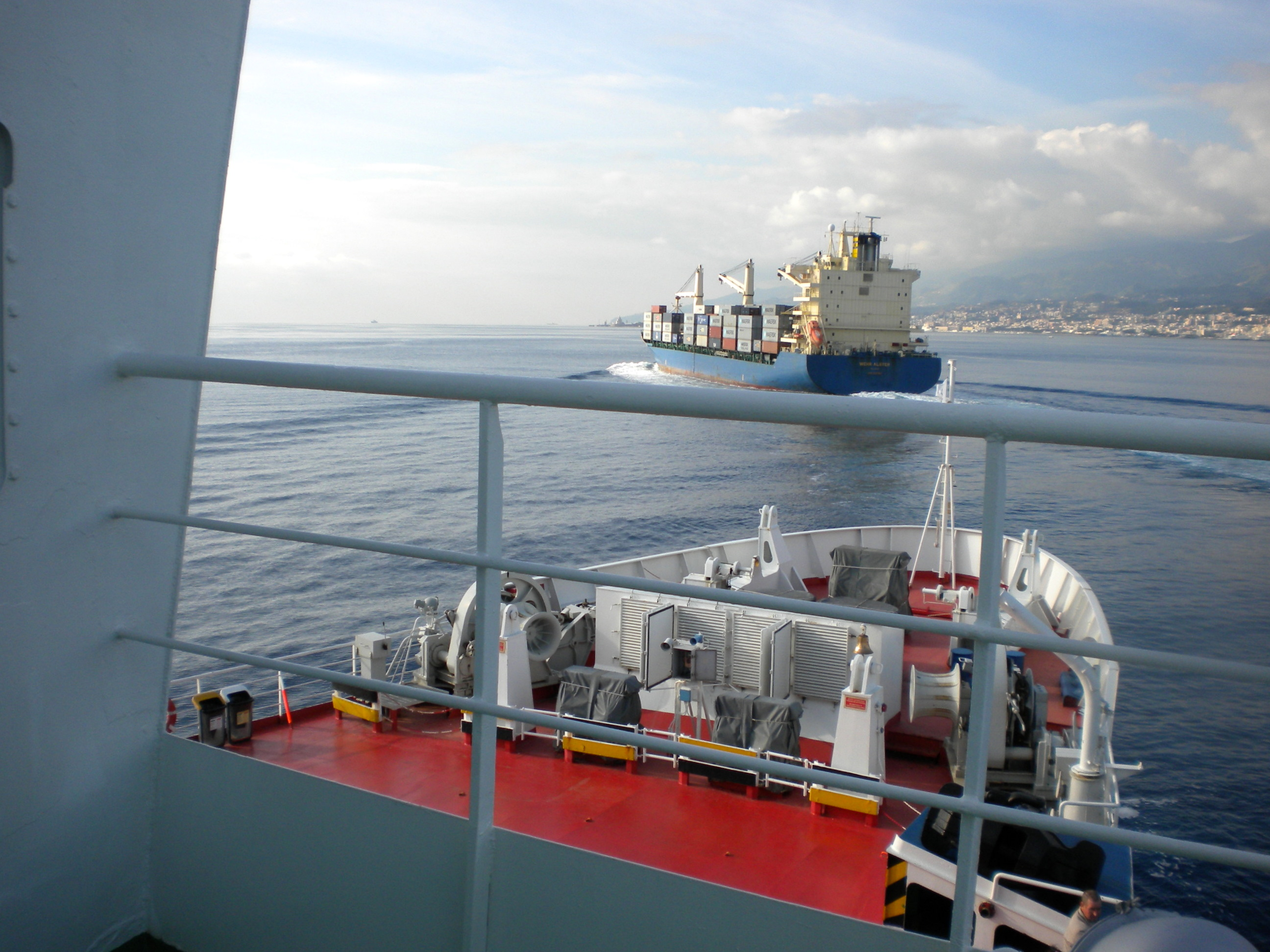
Sur le détroit de Messine, en arrière-plan, la ville de Messine.
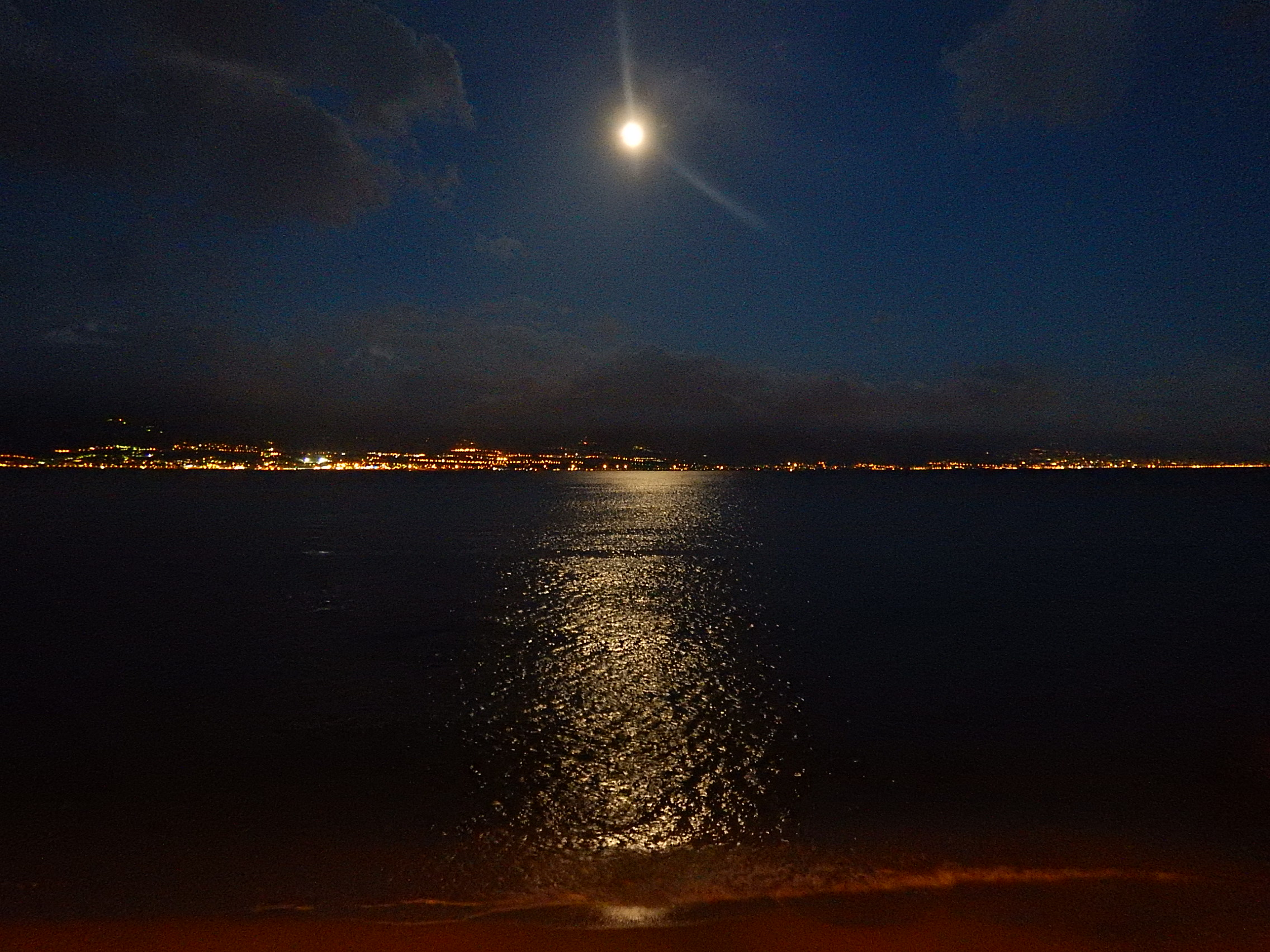
Le détroit de Messine vu de la plage de Paradiso, Messine.
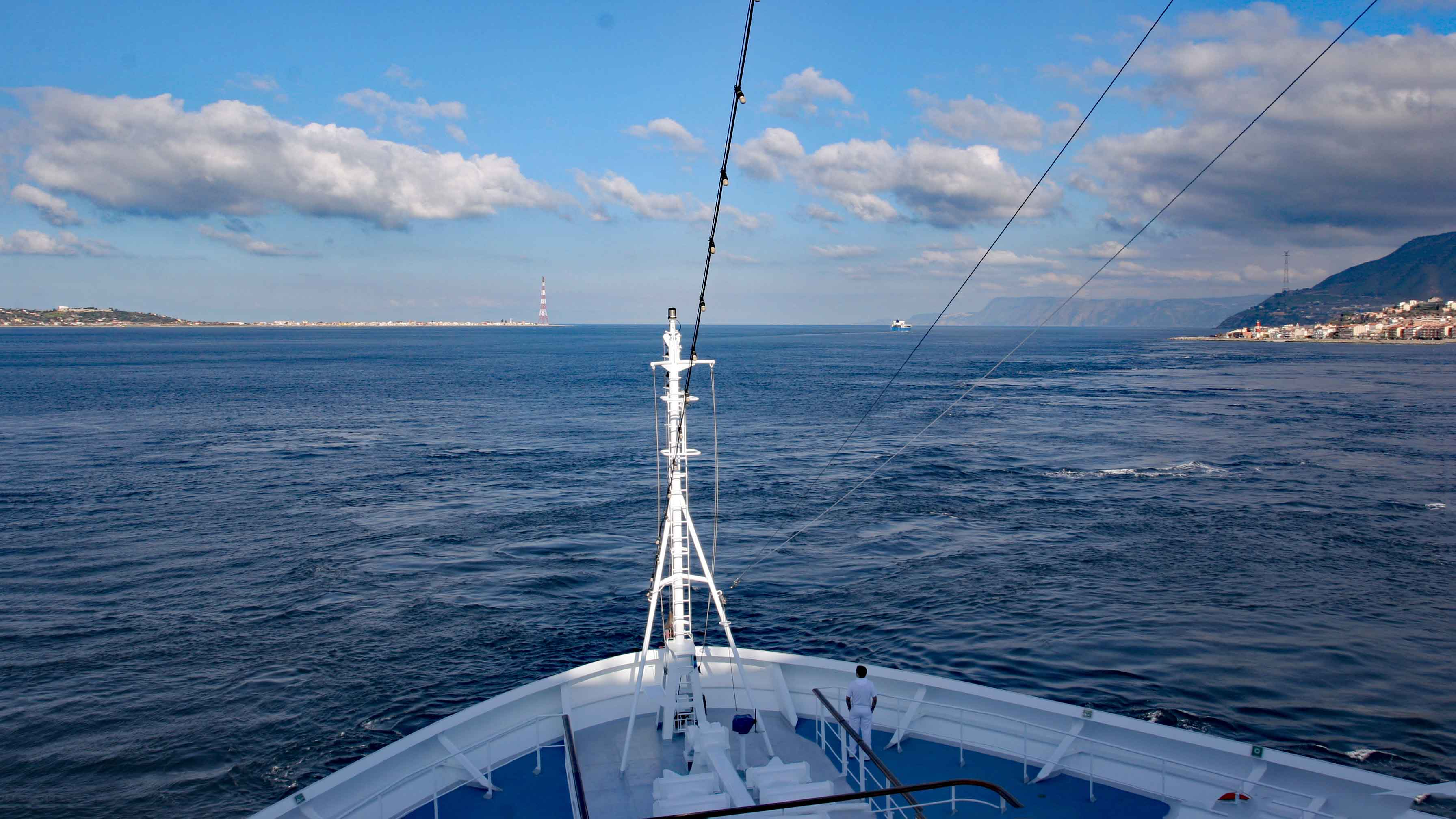
En remontant vers le nord.